# (6816) Barbcohen
(6816) Barbcohen (1981 EB28) – planetoida z grupy pasa głównego asteroid okrążająca Słońce w ciągu 3 lat i 172 dni w średniej odległości 2,29 j.a. Została odkryta 2 marca 1981 roku w Siding Spring Observatory w Australii przez Schelte Busa. Nazwa planetoidy pochodzi od Barbary Cohen (ur. 1971) zajmującej się badaniami planet na Uniwersytecie w Nowym Meksyku.